# Emilio Comici
Leonardo Emilio Comici (* 21. Februar 1901 in Triest; † 19. Oktober 1940 in Wolkenstein in Gröden) war ein italienischer Alpinist und Höhlenforscher. Als Höhlenforscher stellte er sogar einen Tiefenrekord von 500 m auf. Im Alter von 24 Jahren wandte er sich von der Speläologie ab und eroberte sich die Berge. Von 1938 bis zu seinem Tod war er faschistischer Podestà von Wolkenstein.

## Leben
Emilio Comici war ein Schüler von Julius Kugy. Bereits mit 20 Jahren wurde er Mitglied der irredentistischen Zirkel in seiner Heimatstadt und bald hernach auch der Nationalen Faschistischen Partei. Er war einer der ersten Kletterer, die den sechsten Schwierigkeitsgrad (VI) meisterten. Aufgrund seiner herausragenden Leistungen im Fels beriefen ihn die Lecceser Kletterer 1933 zu ihrem Lehrer. Unter seinen Schülern dort in der südlichen Grigna befanden sich einige spätere Spitzenkletterer, wie beispielsweise Riccardo Cassin.
Emilio Comici erwies sich als Meister in den schwierigsten Routen seiner Zeit. Auch gab er seine Kenntnis in Schulungen weiter, so noch im Mai 1940 im Rahmen eines von den faschistischen Jugendorganisationen veranstalteten Kurses in Bozen. Kurze Zeit später, am 19. Oktober 1940, verstarb er durch Absturz in der Kletterwand Parëi de Ciampac im Langental nahe Wolkenstein. Ursache für sein tragisches Ende war der Riss einer Abseilschlinge. Heute gehört die Parëi de Ciampac zum 1995 eingerichteten Klettergarten Busc dl Preve, der Emilio Comici gewidmet ist. Ein dort aufgestelltes geschnitztes Holzmonument erinnert an ihn.

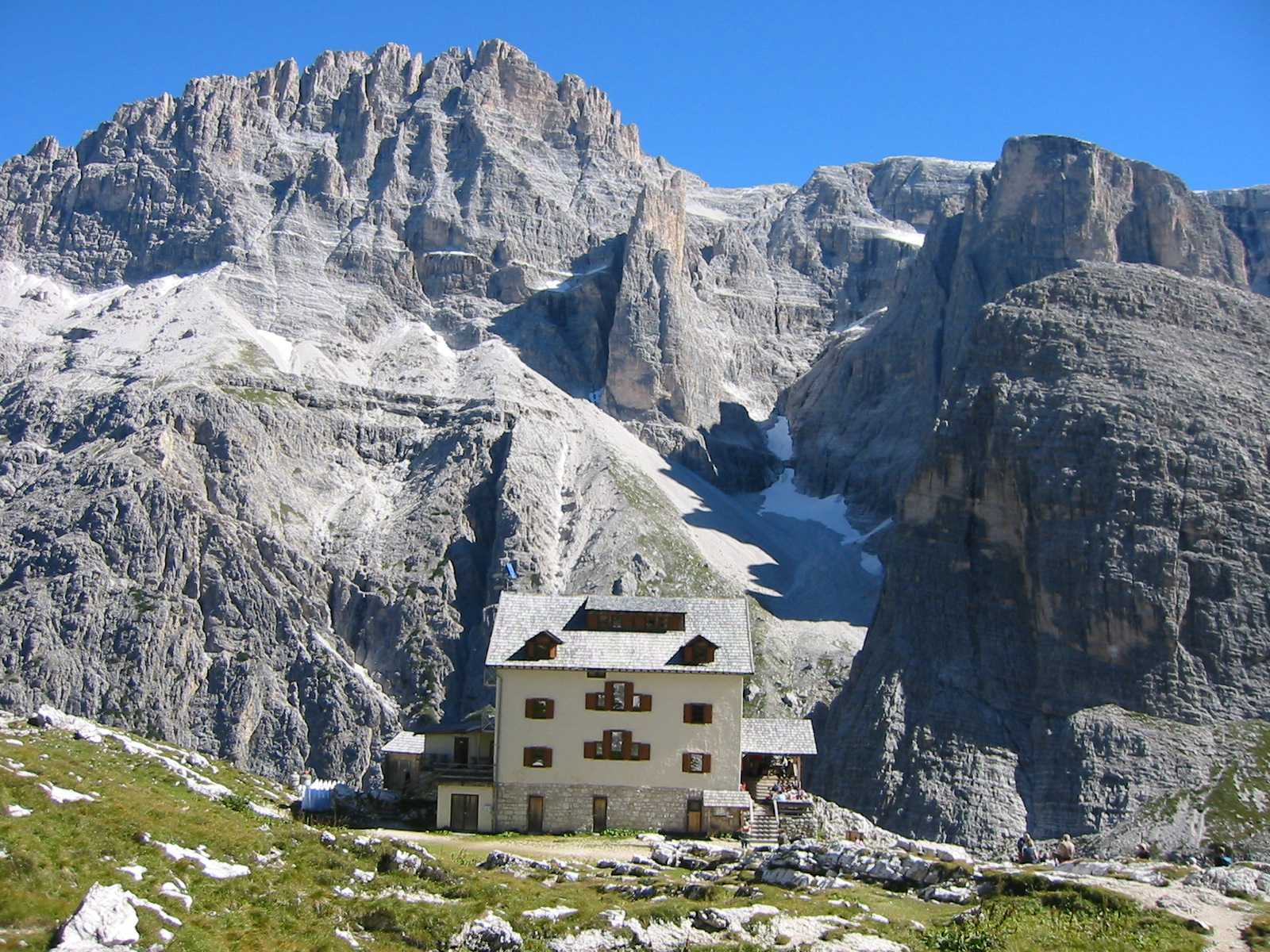
Rifugio Zsigmondy-Comici

Nach Comici wurden der Rifugio Zsigmondy-Comici (siehe auch Emil Zsigmondy) in den Sextner Dolomiten, die Emilio-Comici-Hütte und der Campanile Comici, beide in der Langkofelgruppe, benannt.

## Erstbegehungen

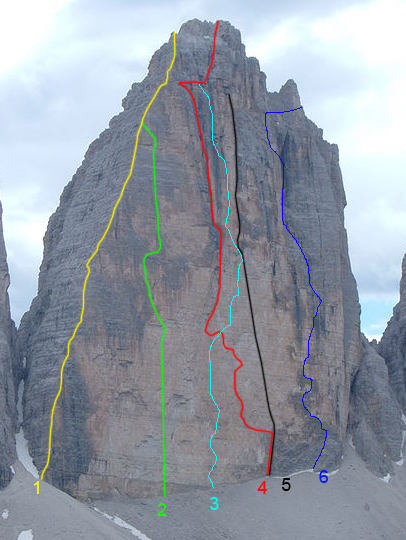
Bekannte Routen an der Nordwand der Großen Zinne: 1=Dibonakante, 2=Via Camillotto Pellesier, 3=Das Phantom der Zinne, 4=Hasse/Brandler (Direttissima), 5=Sachsenweg (Superdirettissima), 6=Comici/Dimai

In seiner Zeit als Bergsteiger gelangen Emilio Comici nahezu 100 Erstbegehungen.

### Nordwand der Großen Zinne
Vom 12. bis 14. August 1933 durchstieg Comici mit den Brüdern Angelo und Giuseppe Dimai die Nordwand (550 m) der Großen Zinne und eröffneten damit die nach ihnen benannte Comici-Dimai-Route. Bei dieser Durchsteigung verwendeten sie 400 m Seil, 150 m Reepschnur, 90 Haken, Steigschlingen und 40 Karabiner. Mit dieser Tour war nun die wohl begehrteste Wand in den Dolomiten durchstiegen. Doch löste diese reine hakentechnische Kletterei in der damaligen Bergsteigerszene auch eine Stil-Diskussion aus. Im Sommer 1937 wiederholte Comici seine Route als Alleingeher in nur 3,5 Stunden. Die Route wurde damals mit dem Schwierigkeitsgrad VI bewertet. Heute ist die Wertung VI/A0 (UIAA) bzw. in freier Kletterei VII (UIAA).

### Weitere Erstbegehungen
- Tre Sorelle, Nord-West-Wand (seine erste Neuroute im VI. Schwierigkeitsgrad)[6]
- 1931: Civetta, Nord-West-Wand Comici-Benedetti, 4. bis 5. August 1931 mit Giulio Benedetti, 1050 m, VI/A2
- 1933: Kleine Zinne, Südkante Gelbe Kante/Spigolo Giallo, 8. bis 9. September 1933 mit Mary Varale und Renato Zanutti, 350 m, VI+ (UIAA) oder V+/A0
- 1934: Punta di Frida, Direkte Süd-Ost-Wand, Comici, 2. August 1934 mit Giordano Bruno Fabjan, Vittorio Cottafavi und Gianfranco Pompei, 170 m, V/VI
- 1940: Langkofel, Salamiturm (Campanile Comici), Nordwand Comici, 28. und 29. August 1940 mit Severino Casar, 450 m, VI+ (UIAA)[8]
- 1940: Torre Comici, Nordwand (seine letzte Erstbegehung)[6]